# Englische Badmintonmeisterschaft 1991
Die Englische Badmintonmeisterschaft 1991 fand vom 22. bis zum 24. Februar 1991 im Torbay L.C. in Paignton statt. Es war die 28. Austragung der nationalen Titelkämpfe von England im Badminton.	

## Titelträger
| Disziplin    | Gold                             | Silber                        |
| ------------ | -------------------------------- | ----------------------------- |
| Herreneinzel | Darren Hall                      | Anders Nielsen                |
| Dameneinzel  | Julie Bradbury                   | Felicity Gallup               |
| Herrendoppel | Nick Ponting Dave Wright         | Andy Goode Chris Hunt         |
| Damendoppel  | Gillian Gowers Joanne Muggeridge | Julie Bradbury Cheryl Johnson |
| Mixed        | Andy Goode Gillian Gowers        | Nick Ponting Joanne Wright    |

## Finalergebnisse
| Disziplin    | Sieger                           | Finalist                      | Ergebnis          |
| ------------ | -------------------------------- | ----------------------------- | ----------------- |
| Herreneinzel | Darren Hall                      | Anders Nielsen                | 17–14, 15–3       |
| Dameneinzel  | Julie Bradbury                   | Felicity Gallup               | 11–7, 7–11, 11–1  |
| Herrendoppel | Nick Ponting Dave Wright         | Andy Goode Chris Hunt         | 15–6, 15–17, 15–9 |
| Damendoppel  | Gillian Gowers Joanne Muggeridge | Cheryl Johnson Julie Bradbury | 15–3, 15–2        |
| Mixed        | Andy Goode Gillian Gowers        | Nick Ponting Joanne Wright    |                   |